# Jiří Knapík
Jiří Knapík (* 21. března 1975 Opava) je český historik specializující se na historii kultury v 50. letech 20. století. Je autorem několika monografií a mnoha článků ve vědeckých periodikách. Od roku 2006 je členem zastupitelstva města Opavy za ČSSD, v říjnu 2010 byl na kandidátce stejné strany znovuzvolen.

## Život
Vystudoval Mendelovo gymnázium v Opavě a historii s rozšířenou výukou jazyků na Slezské univerzitě tamtéž. Po absolvování povinné vojenské služby se stal externím doktorandem na Filozoficko-přírodovědecké fakultě SU. V září 2002 byl jmenován tajemníkem Ústavu historie a muzeologie FPF SU (od r. 2009 Ústavu historických věd). Od února 2008 je pak vedoucím tohoto ústavu. Jeho manželkou je historička a archivářka Jaromíra Knapíková. Externě působí také na Fakultě sociálních věd Univerzity Karlovy.

## Ocenění
- 1997 Cena Edvarda Beneše 1. stupně
- 2001 Cena ministra školství, mládeže a tělovýchovy
- 2002 Cena rektora Slezské univerzity
- 2005 Cena Josefa Pekaře
- 2005 Cena Miroslava Ivanova
- 2012 Magnesia Litera za knihu Průvodce kulturním děním a životním stylem v českých zemích 1948-1967

## Dílo
- Kdo spoutal naši kulturu : portrét stalinisty Gustava Bareše. Přerov : Šárka, 2000. 205 s. ISBN 80-901755-6-2.
- Kdo byl kdo v naší kulturní politice 1948-1953 : biografický slovník stranických a svazových funkcionářů, státní administrativy, divadelních a filmových pracovníků, redaktorů.... Praha : Libri, 2002. 278 s. ISBN 80-7277-093-4.
- Únor a kultura : sovětizace české kultury 1948-1950. Praha : Libri, 2004. 359 s. ISBN 80-7277-212-0.
- Slezský studijní ústav v Opavě 1945-1958 : proměny vědeckého pracoviště v regionu. Praha : Výzkumné centrum pro dějiny vědy, 2004. 161 s. ISBN 80-239-4449-5.
- V zajetí moci : kulturní politika, její systém a aktéři 1948-1956. Praha : Libri, 2006. 399 s. ISBN 80-7277-316-X.
- Průvodce kulturním děním a životním stylem v českých zemích 1948-1967. Praha : Academia, 2011. 1300 s. ISBN 978-80-200-2019-2. (spoluautor Martin Franc a kol.)